# Mariene ecoregio Noordelijke Golf van Bengalen
De Mariene ecoregio Noordelijke Golf van Bengalen (108) (Engels: Northern Bay of Bengal marine ecoregion) is een biogeografische regio en ligt in het noorden van de Indische Oceaan in de Mariene provincie Golf van Bengalen (23) in het Marien rijk Westelijke Indo-Pacific. De mariene ecoregio is vastgesteld door het World Wide Fund for Nature en The Nature Conservancy en is vernoemd naar de Golf van Bengalen.
In het zuidoosten grenst het gebied aan de mariene ecoregio Andamanse Zee Koraalkust (110), in het zuiden aan de mariene ecoregio Andamanen en Nicobaren (109) en in het westen aan de mariene ecoregio Oostelijk India (107).

## Geografie
De mariene ecoregio ligt in het noorden van de Indische Oceaan voor een stuk van de oostkust van India, voor de zuidkust van Bangladesh en voor een stuk van de zuidwest van Myanmar. Het gebied ligt in de Golf van Bengalen en strekt zich uit van Konark in het westen en ten noorden van de stad Dawei in het oosten. Het omvat onder andere de delta van de Ganges, Brahmaputra en de Irrawaddy, maar het omvat niet de wateren rond de Andamanen.
Door het gebied stroomt de Oost-Indische kuststroom.

## Biogeografie
Het gebied kent zeeleven dat houdt van tropische temperaturen.